# 北野台
北野台（きたのだい）は、東京都八王子市の地名。現行行政地名は北野台一丁目から北野台五丁目。住居表示実施済み区域。郵便番号は192-0913。

## 地理
八王子市東南部の多摩丘陵の高台に位置する。東は絹ケ丘、中山、西は片倉町、南は鑓水、北は打越町と接している。
町内の全域が西武不動産により開発された分譲住宅地「西武北野台団地」である。国道16号八王子バイパスをはさんで片倉町の東急片倉台団地と接する。
この付近一帯は、高度成長期に山林や農地などを開発してニュータウンとして宅地化された地域であり、他にも北側の打越町に打越旭ヶ丘団地、東側の絹ケ丘に絹ケ丘団地・高嶺団地・由木団地と、住宅団地が多数建設されている。

## 歴史
- 1970年（昭和45年）- 八王子市のニュータウン開発計画により市街化調整区域であった斜面北側を宅地化、東側を西武不動産が「西武北野台」、西側を東急不動産が「東急片倉台」としてそれぞれ開発[5]。
- 1976年（昭和51年）- 西武北野台団地で入居開始。
- 1985年（昭和60年）10月31日 - 町内を通過する八王子バイパスが開通。
- 1989年（平成元年） - 西武北野台団地の地域がそのまま住居表示を実施、一丁目から四丁目が成立[6][7]。同時に高嶺町の一部を編入する[8]。
- 1995年（平成7年） - 五丁目が成立[6]。

## 世帯数と人口
2017年（平成29年）12月31日現在の世帯数と人口は以下の通りである。
| 丁目         | 世帯数    | 人口    |
| ------------ | --------- | ------- |
| 北野台一丁目 | 631世帯   | 1,428人 |
| 北野台二丁目 | 573世帯   | 1,261人 |
| 北野台三丁目 | 686世帯   | 1,515人 |
| 北野台四丁目 | 473世帯   | 1,107人 |
| 北野台五丁目 | 663世帯   | 1,706人 |
| 計           | 3,026世帯 | 7,017人 |

## 小・中学校の学区
市立小・中学校に通う場合、学区は以下の通りとなる。
| 丁目         | 番地    | 小学校               | 中学校               |
| ------------ | ------- | -------------------- | -------------------- |
| 北野台一丁目 | 全域    | 八王子市立高嶺小学校 | 八王子市立中山中学校 |
| 北野台二丁目 | 全域    | 八王子市立中山小学校 | 八王子市立中山中学校 |
| 北野台三丁目 | 9〜32番 | 八王子市立中山小学校 | 八王子市立中山中学校 |
| 北野台三丁目 | その他  | 八王子市立高嶺小学校 | 八王子市立中山中学校 |
| 北野台四丁目 | 全域    | 八王子市立高嶺小学校 | 八王子市立中山中学校 |
| 北野台五丁目 | 全域    | 八王子市立高嶺小学校 | 八王子市立中山中学校 |

## 交通

### 最寄り駅
- 京王線 - 北野駅、長沼駅
- JR横浜線 - 片倉駅、八王子みなみ野駅

### 路線バス
- 京王バス
  - 北10系統：北野駅 - 片倉台 - 西武北野台
  - 八65系統：八王子駅南口 - 北野駅 - 北野台一丁目 - 片倉台
  - 八69系統：八王子駅南口 - 北野駅 - 北野台一丁目 - 八王子みなみ野駅
  - 北06系統：北野駅南口 - 北野台一丁目 - 八王子みなみ野駅（平日朝のみ運行）

### 通過する道路
- 八王子バイパス（国道16号）

## 施設

### 教育
- 小学校
  - 八王子市立高嶺小学校
  - 八王子市立中山小学校
- 中学校
  - 八王子市立中山中学校

### 商業
- マツモトキヨシ 八王子北野台店
- 調剤薬局 マツモトキヨシ 八王子北野台1丁目店
- コープみらい コープ北野台店

### 団地
- 西武北野台団地

### 公園
- 北野台中央公園
- こみちの公園
- こもれび公園
- 北野台大空公園
- 北野台堂の下公園
- 大塚山公園
- 打越碁石坂公園
- 北野台みちゆき公園
- わかば公園